# 強烈熱帶風暴溫比亞 (2013年)
| 太平洋颱風季             |
| 主題頁 - 專題 - 編輯指南 |

強烈熱帶風暴溫比亞（英語：Severe Tropical Storm Rumbia，國際編號：1306，聯合颱風警報中心：WP062013，菲律賓大氣地球物理和天文管理局：Gorio）為2013年太平洋颱風季第6個被命名的風暴。「溫比亞」一名由馬來西亞提供，是一種盛產西米的棕榈树——硕莪樹，通常生長於河岸、沼澤或近水的地方。

## 發展過程
2013年6月26日，原先對流减弱的熱帶擾動95W在菲律宾東南部海面上再次爆發，美國海軍研究實驗室重新給予擾動編號99W。
6月27日上午10時30分，聯合颱風警報中心對其在24小時內形成為熱帶氣旋的機會給予「LOW」的評級。下午2時，日本氣象廳將其升格為熱帶低氣壓，同時台灣中央氣象局亦將之升格為熱帶低氣壓。下午8時，日本氣象廳發出烈風警告。晚上9時45分，香港天文台表示「菲律賓以東海域的一個低壓區正為該區帶來不穩定天氣」。下午10時，聯合颱風警報中心將發展機率升級為「MEDIUM」。
6月28日上午3時30分，聯合颱風警報中心發出熱帶氣旋形成警報。上午4時，聯合颱風警報中心將發展機率升級為「HIGH」。上午11時，聯合颱風警報中心將其升格為熱帶低氣壓，並給予編號06W。香港天文台在上午11時45分表示「菲律賓以東海域的氣壓頗低，一個熱帶低氣壓似乎在形成中」，並在下午4時15分表示該低壓區增強為熱帶低氣壓。下午9時15分，日本氣象廳將其升格為熱帶風暴，並命名為溫比亞。
6月29日上午5時，聯合颱風警報中心將其升格為熱帶風暴，並預料溫比亞移向菲律賓中部。上午9時半，香港天文台表示溫比亞增強為熱帶風暴。溫比亞向西北移動，時速20至25公里，上午開始掠過菲律賓中部。
6月30日，溫比亞一度採取西北偏西路徑，在早上進入南海中部後，向西北至西北偏西移動，加速至時速28公里。
7月1日上午10時，中央气象台將其升格為强熱帶風暴。與此同時，溫比亞採取西北偏西路徑移動，更加速至時速30公里，路徑直指海南及雷州，並迅速而顯著地增強。下午12時45分，香港天文台表示溫比亞顯著增強為強烈熱帶風暴。下午2時，聯合颱風警報中心將其升格為颱風。下午2時45分，日本氣象廳將其升格為強烈熱帶風暴。黃昏開始，溫比亞回復西北路徑，但一度減速至移動速度每小時22公里，後來移動速度回升至每小時25公里。
7月2日上午2時50分，日本氣象廳將其降格為熱帶風暴。上午5時，聯合颱風警報中心將其降格為熱帶風暴。溫比亞在早上於湛江附近登陸，掠過雷州，繼續向西北移動，上午於廣西再次登陸並開始減弱。上午11時，聯合颱風警報中心發出最後警報。上午11時45分，香港天文台表示溫比亞減弱為熱帶風暴。下午溫比亞改向西北偏北移動，深入廣西內陸。下午8時45分，日本氣象廳將其降格為熱帶低氣壓。晚上9時45分，香港天文台表示溫比亞減弱為熱帶低氣壓。
7月3日，溫比亞繼續橫過廣西，並進一步減弱。凌晨4時45分，香港天文台表示溫比亞減弱為低壓區。

## 影響

### 菲律賓
當地發出之最高風暴信號：二號風暴信號

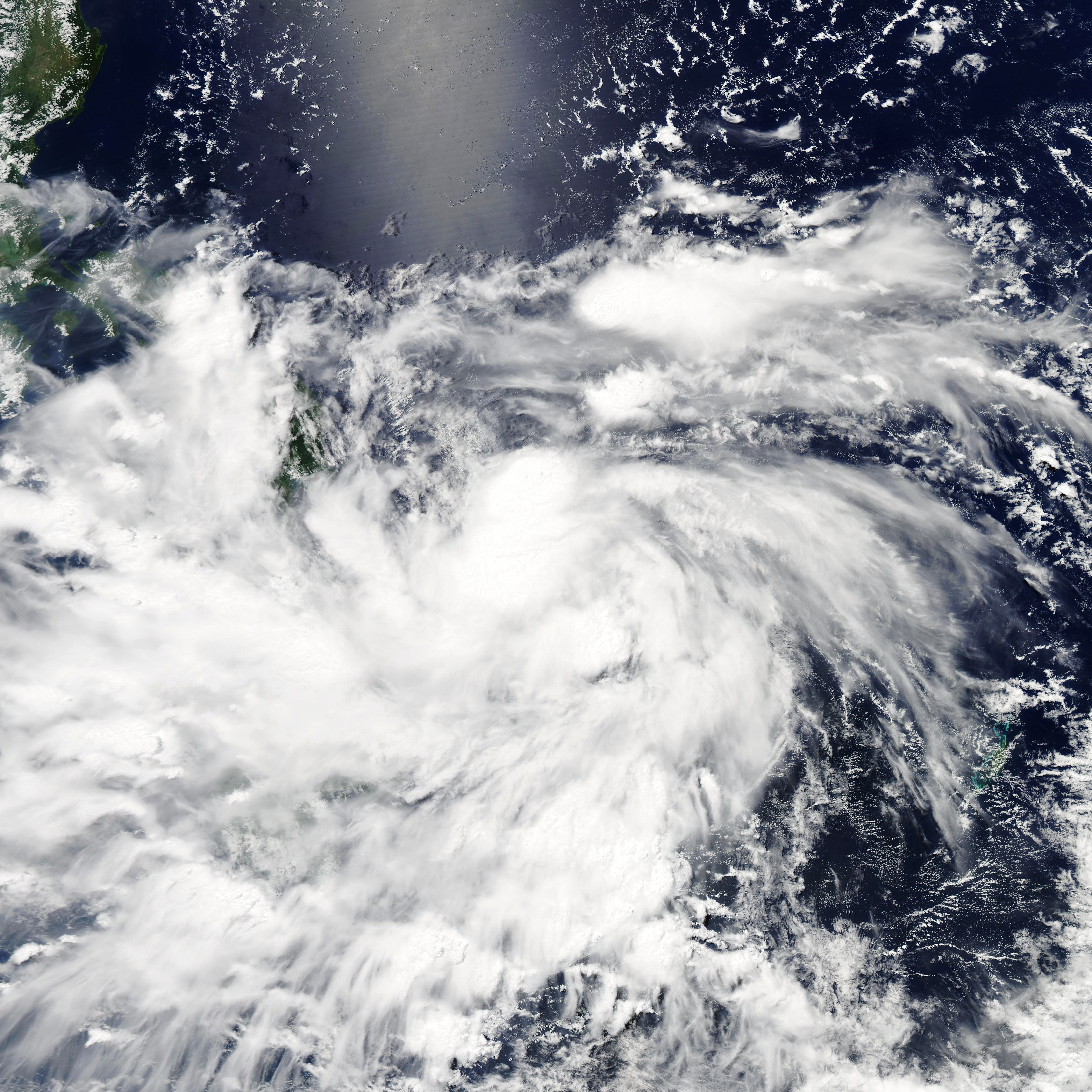
熱帶風暴溫比亞在6月28日逼近菲律賓

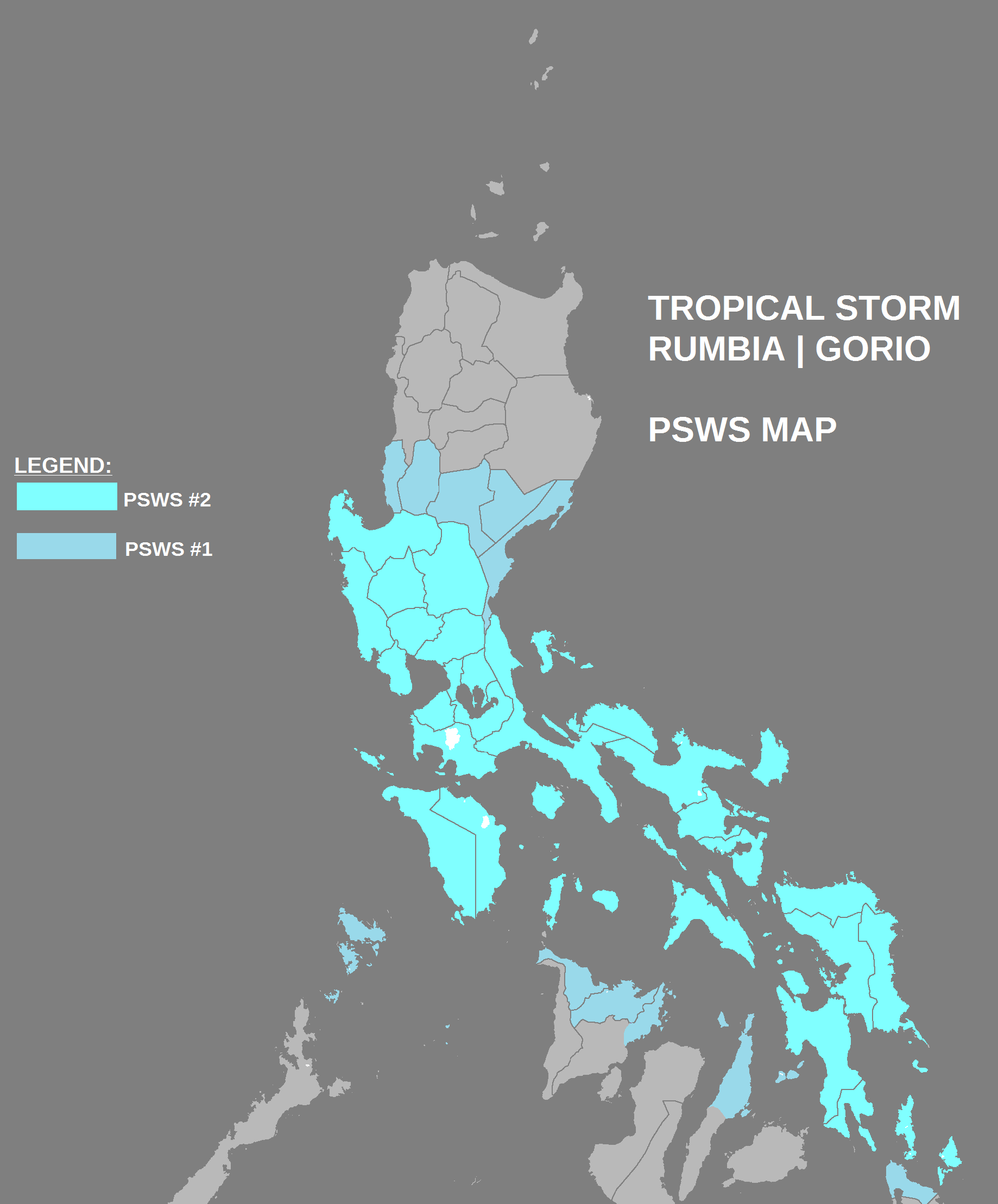
溫比亞橫過菲律賓時發出的最高熱帶氣旋警告信號

6月27日下午11時，菲律賓大氣地球物理和天文管理局將已進入責任範圍的低壓區升格為熱帶低氣壓，並發佈第一報熱帶氣旋資訊，命名為Gorio。
6月28日上午5時，菲律賓氣象部門發出一號風暴信號。下午11時，菲律賓氣象部門升格為熱帶風暴，並發出二號風暴信號。
6月29日上午8時50分前後，溫比亞在東薩馬省埃爾納尼東部沿海登陸，登陸時中心附近風速65km/h。
6月30日上午11時，菲律賓氣象部門解除二號風暴信號。下午11時，菲律賓氣象部門解除所有風暴信號。
7月1日上午5時，溫比亞離開離開菲律賓氣象部門責任範圍，發佈最後一報熱帶氣旋資訊。

### 中國大陸
當地發出之最高颱風預警信號： 颱風黃色預警信號
6月30日上午10時，中央氣象台發佈颱風藍色預警信號。
7月1日上午10時，中央氣象台發佈颱風黃色預警信號。
7月2日，溫比亞橫過廣東省湛江市東海島，並於上午5時30分在湛江麻章區湖光鎮沿海登陆。下午6時，中央氣象台發佈颱風藍色預警信號。
7月3日上午6時，中央氣象台解除所有颱風預警信號。

#### 廣東
全省發出之最高颱風預警信號： 颱風橙色預警信號
6月30日下午4時30分，廣東省氣象台發佈颱風藍色預警信號。
7月1日上午9時15分，廣東省氣象台發佈颱風黃色預警信號。上午10時30分，廣東省氣象台發佈颱風橙色預警信號。
7月2日上午5時30分，溫比亞在湛江市麻章區東簡鎮沿海登陆。

#### 廣西
全區發出之最高颱風預警信號： 颱風黃色預警信號
6月30日下午4時30分，廣西壯族自治區氣象台發佈颱風藍色預警信號。
7月2日上午9時30分，廣西壯族自治區氣象台發佈颱風黃色預警信號。

### 香港
當地發出之最高熱帶氣旋警告信號： 三號強風信號
6月30日，溫比亞繼續接近，香港天文台以新聞發佈會方式向傳媒表示，天文台將在晚上發出一號熱帶氣旋警告信號，並在翌日（7月1日）早上考慮發出三號熱帶氣旋警告信號；但天文台再一次沒有在網頁發出「特別天氣提示」。隨著溫比亞在晚上7時左右進入距離香港800公里範圍，天文台在晚上9時10分發出一號戒備信號，當時溫比亞集結在香港之東南偏南約690公里。天文台在熱帶氣旋警告再次表示，翌日香港風力將逐漸增強，早上考慮發出三號信號。
7月1日，天文台表示，溫比亞採取偏西路徑移動，但隨著溫比亞加速及有跡象增強，香港風力下午將開始增強，隨後將有狂風驟雨。天文台在早上一度預計「未來數小時考慮發出三號信號」，後來改為下午考慮發出三號信號，並預料溫比亞將於晚上最接近香港，並於香港西南面300多公里掠過。天文台在下午1時15分發出三號強風信號，當時溫比亞集結在香港之西南偏南約390公里，顯著增強為強烈熱帶風暴。天文台亦指出，除非溫比亞採取較偏北路徑，否則發出更高信號的機會不大。溫比亞提早在下午3時最接近香港，在香港之西南偏南約385公里掠過。天文台在晚上8時45分表示，溫比亞「在未來數小時將會最接近香港，在香港西南面400公里左右掠過」，預計三號信號在晚間維持一段時間。隨著溫比亞接近，香港在當日下午受狂風驟雨影響，風勢增強，普遍吹偏東強風及錄得超過20毫米雨量；入夜後本港轉吹東南風，仍有多處地區風勢持續達到強風程度，高地受烈風影響。
7月2日凌晨，溫比亞開始遠離，並移向湛江一帶，香港風勢開始減弱。天文台在凌晨1時45分表示，早上考慮改發一號熱帶氣旋警告信號，再於凌晨4時45分表示短期內改發一號信號。天文台在凌晨5時10分改發一號戒備信號，當時溫比亞集結在香港之西南偏西約420公里。天文台表示當溫比亞對香港的威脅解除時，天文台會取消所有熱帶氣旋警告信號。天文台在上午9時40分取消所有熱帶氣旋警告信號，當時溫比亞集結在香港以西約480公里。
溫比亞吹襲期間，天文台測風網絡指定8個自動氣象站之中，有3個錄得強風，三號信號只欠1站便達標。長洲、機場及西貢錄得最高10分鐘平均風速為每小時58、46及44公里；而啟德及流浮山以些微之差，未能錄得強風。維多利亞港港內亦受強風影響，尖沙咀天星碼頭錄得最高10分鐘平均風速為每小時47公里。
在事後的強烈熱帶風暴溫比亞報告中，香港天文台把溫比亞顯著增強為強烈熱帶風暴的時間由7月1日下午，修改為當日早上。

### 澳門
- 當地懸掛之最高熱帶氣旋信號： 三號風球
- 氣象站瞬間最低氣壓：990.7 hPa（7月1日下午3時54分）
- 風暴中心與澳門之最近距離：澳門之西南約329公里（7月1日晚上11時）

6月30日晚上10時正，溫比亞逐漸接近澳門，因此澳門地球物理暨氣象局懸掛一號風球。
7月1日下午1時半，氣象局懸掛三號風球，澳門教育暨青年局宣佈幼兒教育和特殊教育的班級下午停課，而中學、小學的班級照常上課。氣象局一度表示晚間視乎情況考慮是否改掛八號東南風球，其後於晚上7時改指三號風球將會繼續維持一段時間，改掛更高風球機會不大，當時溫比亞集結於澳門350公里處。
隨著溫比亞的遠離，氣象局於7月2日早上6時半除下所有風球。

#### 雨量
| 氣象站               | 信號懸掛期間總雨量(毫米) |
| -------------------- | ------------------------ |
| 大潭山站             | 43.0                     |
| 大砲台站             | 49.0                     |
| 紀念孫中山市政公園站 | 48.2                     |
| 路環分站             | 33.0                     |
| 九澳站               | 35.2                     |
| 海事博物館站         | 51.4                     |

## 熱帶氣旋警告使用記錄

### 菲律賓
| 菲律賓大氣地球物理和天文管理局 風暴信號 | 菲律賓大氣地球物理和天文管理局 風暴信號 | 菲律賓大氣地球物理和天文管理局 風暴信號 |
| --------------------------------------- | --------------------------------------- | --------------------------------------- |
| 上一熱帶氣旋                            | 一號風暴信號                            | 下一熱帶氣旋                            |
| 熱帶低氣壓珊珊                          | 一號風暴信號                            | 颱風蘇力                                |
| 熱帶風暴清松                            | 二號風暴信號                            | 颱風蘇力                                |

### 中國大陸
| 中國國家氣象中心 颱風預警信號 | 中國國家氣象中心 颱風預警信號 | 中國國家氣象中心 颱風預警信號 |
| ----------------------------- | ----------------------------- | ----------------------------- |
| 上一熱帶氣旋                  | 颱風藍色預警信號              | 下一熱帶氣旋                  |
| 熱帶風暴貝碧嘉                | 颱風藍色預警信號              | 超強颱風蘇力                  |
| 颱風山神                      | 颱風黃色預警信號              | 超強颱風蘇力                  |

### 香港
| 香港天文台 熱帶氣旋警告信號 | 香港天文台 熱帶氣旋警告信號 | 香港天文台 熱帶氣旋警告信號 |
| --------------------------- | --------------------------- | --------------------------- |
| 上一熱帶氣旋                | 一號戒備信號                | 下一熱帶氣旋                |
| 熱帶風暴貝碧嘉              | 一號戒備信號                | 熱帶風暴西馬侖              |
| 熱帶風暴貝碧嘉              | 三號強風信號                | 強烈熱帶風暴飛燕            |

### 澳門
| 地球物理暨氣象局 熱帶氣旋信號 | 地球物理暨氣象局 熱帶氣旋信號 | 地球物理暨氣象局 熱帶氣旋信號 |
| ----------------------------- | ----------------------------- | ----------------------------- |
| 上一熱帶氣旋                  | 一號風球                      | 下一熱帶氣旋                  |
| 熱帶風暴貝碧嘉                | 一號風球                      | 熱帶風暴西馬侖                |
| 熱帶風暴貝碧嘉                | 三號風球                      | 強烈熱帶風暴飛燕              |

## 外部連結
- （日語）http://www.jma.go.jp/ （页面存档备份，存于） 日本氣象廳首頁
- （英文）http://www.usno.navy.mil/JTWC/ （页面存档备份，存于） 聯合颱風警報中心首頁
- （简体中文）https://web.archive.org/web/20120928121548/http://www.nmc.gov.cn/ 中央氣象台首頁
- （繁體中文）http://www.cwb.gov.tw/ （页面存档备份，存于） 中央氣象局首頁
- （繁體中文）http://www.hko.gov.hk/ （页面存档备份，存于） 香港天文台首頁
- （繁體中文）http://www.smg.gov.mo/ （页面存档备份，存于） 澳門地球物理暨氣象局首頁